# Братислава II (район)
Район Братислава II — район Словакии. Находится на территории Братиславы. В район входят городские части Вракуня, Подунайске-Бискупице, Ружинов.

## Население
| Год:        | 1994    | 2004    | 2014    | 2024     |
| ----------- | ------- | ------- | ------- | -------- |
| Broj ljudi: | 113 100 | 108 316 | 112 054 | 126 649  |
| Разница:    |         | −4,22 % | +3,45 % | +13,02 % |

| Год:                | 2023    | 2024    |
| ------------------- | ------- | ------- |
| Количество человек: | 125 980 | 126 649 |
| Разница:            |         | +0,53 % |

### Статистические данные (2001)
Национальный состав:
- Словаки — 89,3 %
- Венгры — 5,9 %
- Чехи — 1,8 %

Конфессиональный состав:
- Католики — 59,4 %
- Лютеране — 5,9 %
- Греко-католики — 0,7 %